# Castellote (kommunhuvudort)
Castellote (occitanska: Castellot) är en kommunhuvudort i Spanien.   Den ligger i provinsen Provincia de Teruel och regionen Aragonien, i den östra delen av landet, 290 km öster om huvudstaden Madrid. Castellote ligger 772 meter över havet och antalet invånare är 785.
Terrängen runt Castellote är kuperad, och sluttar österut.  Trakten runt Castellote är nära nog obefolkad, med mindre än två invånare per kvadratkilometer. Närmaste större samhälle är Alcorisa, 11,5 km nordväst om Castellote. 